# Chinchón
Chinchón er en by og kommune i det centrale Spanien i Madrid-regionen. Den har et indbyggertal på 5.818 (2024) indbyggere.